# Giselle Bissot
Giselle Marie Bissot Kieswetter (Ciudad de Panamá, 18 de diciembre de 1982) es una modelo panameña y reina de un concurso de belleza que ganó el título Señorita Panamá 2006 para el concurso Miss Mundo 2006.

## Biografía
En 1998 participó Chica & Chico Modelo. En 2003 quedó del primer finalista en Señorita Panamá. En 2005 fue al Miss Asia Pacífico Internacional en China, también participó en el Miss Mesoamérica, que se realizó en Houston, donde ocupó el cuarto lugar. Al finalizar el Señorita Panamá 2006 también recibió premios entre ellos Mejor Peluquería, Miss Camel Toe, Miss Bikini Shop. Bissot tiene 5 Pies 8 pulgadas (1,73 m) de altura y compitió en el certamen nacional de belleza Señorita Panamá 2006. Representó de la región de Panamá Centro. Representó a Panamá en la edición 56 del certamen Miss Mundo 2006, celebrada en el Palacio de la Cultura y las Ciencias de Varsovia, Polonia, el 30 de septiembre de 2006. Ella estaba entre las 25 mejores bellezas de playa.